# 野上大貴
野上 大貴（のがみ だいき、1993年4月5日 - ）は、日本のラジオプロデューサー。元ラジオディレクター。ミックスゾーン所属。

## 経歴
1993年、東京都出身。市川中学校・高等学校、慶應義塾大学法学部政治学科卒業。大学在学中は慶應義塾大学のお笑いサークル「O-keis」に8期生として所属。複数のお笑いコンビやトリオを組んで活動しており、「サレンダー」というトリオでは「ワラチャン! U-20お笑い日本一決定戦」の準決勝に進出、「メタリカ」というコンビではNOROSHI決勝に進出したほか、藤田崇寛（元西日本放送アナウンサー）とも「ハットトリック」というコンビを組んでいた。高校時代から1人で地下ライブに出演していたが、スベったダメージが大きかったため当初からプロ芸人の道は諦めており、最初から裏方志望で学生芸人をしていた。3期上に真空ジェシカ・川北、2期上にストレッチーズ、ひつじねいり・細田、2期下に令和ロマンがいた。また、テレビ朝日アスクにも通っていた。
大学卒業後、2016年にニッポン放送入社。『土屋礼央 レオなるど』などラジオ番組を担当するが、デジタル関連の部署に異動して制作を離れることになる。「オールナイトニッポンのディレクターをやりたい」という気持ちが強かったことから、2019年よりミックスゾーンに出向してディレクターを担当していた。

## 担当番組

### 現在
- 『鶴光の噂のゴールデンリクエスト』
- 『霜降り明星のオールナイトニッポン』
- 『三四郎のオールナイトニッポン0(ZERO)』

### 過去
- 『菅田将暉のオールナイトニッポン』
- 『ぺこぱのオールナイトニッポンX』
- 『フワちゃんのオールナイトニッポン0』
- 『星野源のオールナイトニッポン』
- 『ひなこい presents 日向坂46松田好花の日向坂高校放送部』[7]
- 『日向坂46・松田好花のオールナイトニッポン0(ZERO)』
- 『霜降り明星のオールナイトニッポン』
- 『ナイツ ザ・ラジオショー』
- 『ラブライブ!シリーズのオールナイトニッポンGOLD』

ほか